# Acalyptratae
Los acaliptrados (Acalyptratae) son una subsección del orden Diptera. Es un grupo muy numeroso y diverso, con una gran variedad de hábitats. No son hemátofagos (con una sola excepción). Se trata de un grupo parafilético. Se caracteriza por tener antenas con tres segmentos y con una arista (seta que emerge del tercer segmento antenal). Las antenas carecen de una sutura longitudinal en el segundo segmento. El nombre se refiere a la ausencia de calípteros en los miembros de este grupo de moscas. 
El nombre Acalyptratae fue usado por primera vez por Justin Pierre Marie Macquart en 1835.

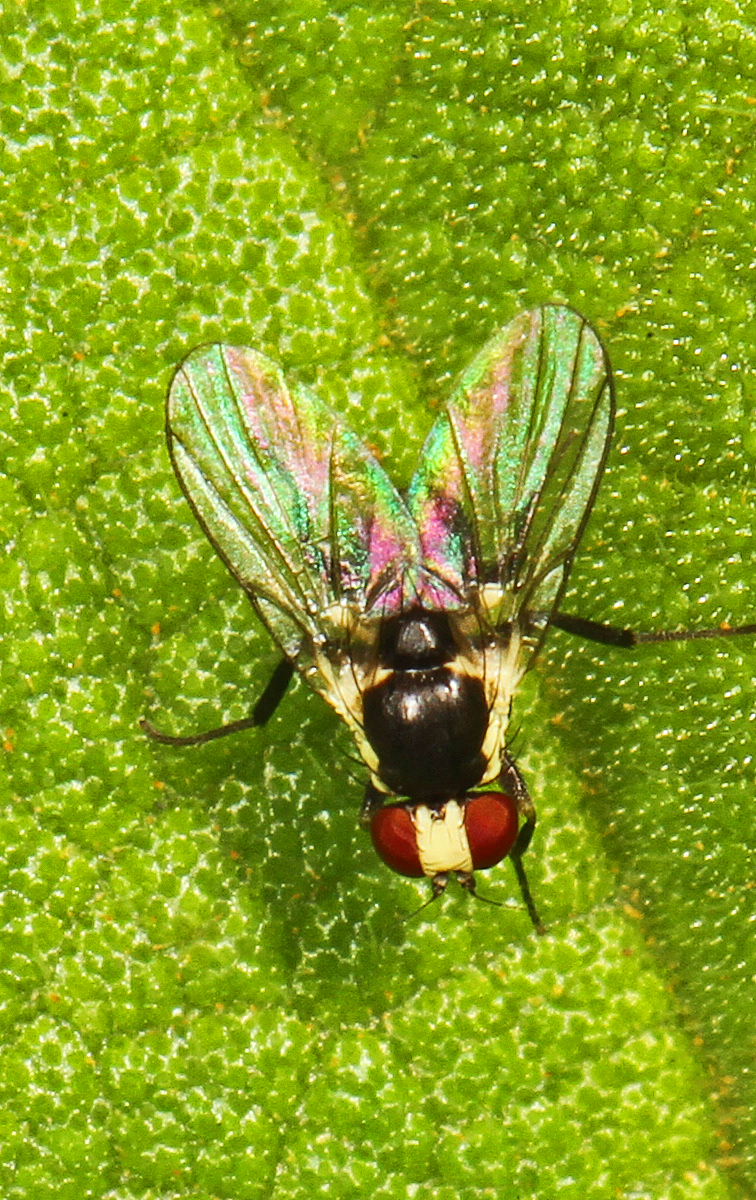
Calycomyza sp.

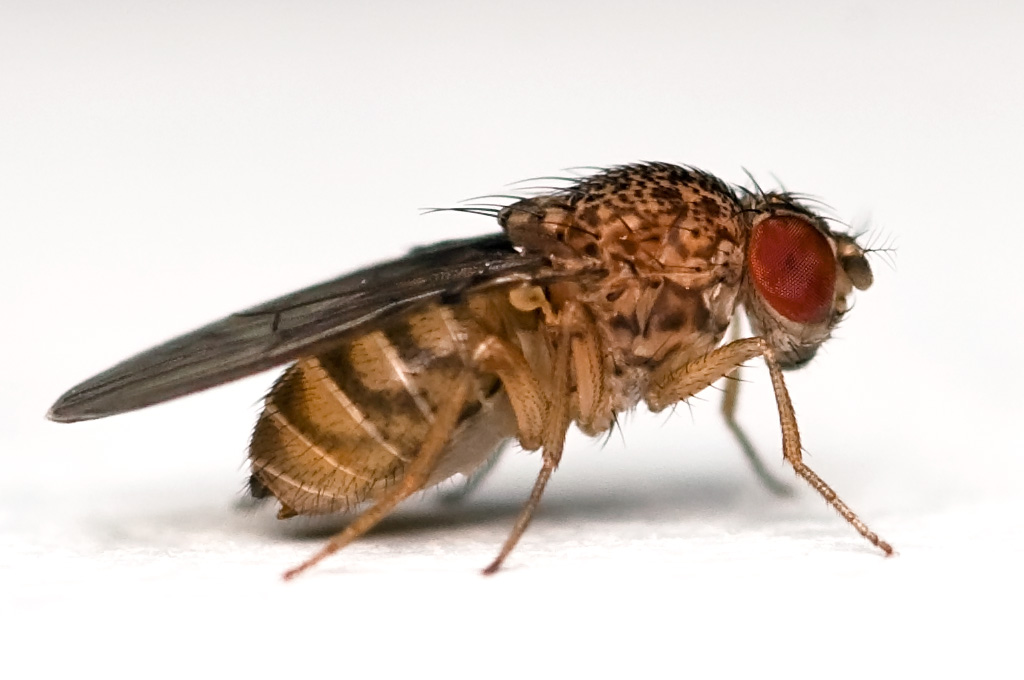
Drosophila repleta

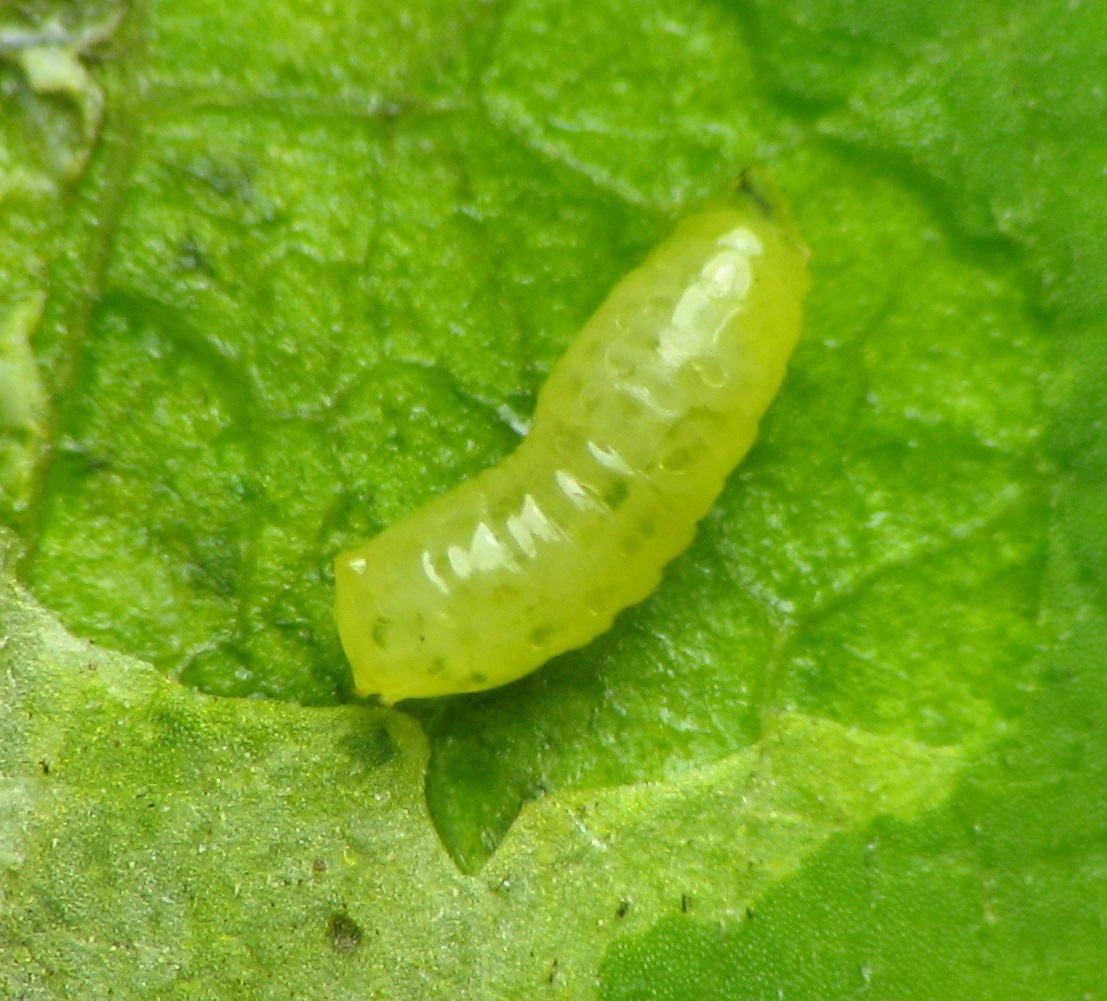
Larva de Liriomyza asclepiadis en hoja de Asclepias.

## Clasificación
- Subsección Acalyptratae
  - Superfamilia Conopoidea
    - Conopidae

  - Superfamilia Tephritoidea
    - Ctenostylidae
    - Pallopteridae
    - Piophilidae
    - Platystomatidae
    - Pyrgotidae
    - Richardiidae
    - Tephritidae (incluye Tachiniscididae)
    - Ulidiidae

  - Superfamilia Nerioidea
    - Cypselosomatidae
    - Micropezidae
    - Neriidae
    - Pseudopomyzidae

  - Superfamilia Diopsoidea
    - Diopsidae
    - Gobryidae
    - Megamerinidae
    - Nothybidae
    - Psilidae
    - Somatiidae
    - Syringogastridae
    - Strongylophthalmyiidae
    - Tanypezidae

  - Superfamilia Sciomyzoidea
    - Coelopidae
    - Dryomyzidae
    - Helosciomyzidae
    - Helcomyzidae
    - Heterocheilidae
    - Ropalomeridae
    - Sepsidae
    - Sciomyzidae (incluye Huttoninidae y Phaeomyiidae)

  - Superfamilia Sphaeroceroidea
    - Chyromyidae
    - Heleomyzidae
    - Nannodastiidae
    - Sphaeroceridae

  - Superfamilia Lauxanioidea
    - Celyphidae
    - Chamaemyiidae
    - Lauxaniidae

  - Superfamilia Opomyzoidea
    - Agromyzidae
    - Anthomyzidae
    - Asteiidae
    - Aulacigastridae
    - Clusiidae
    - Fergusoninidae
    - Marginidae
    - Neminidae
    - Neurochaetidae
    - Odiniidae
    - Opomyzidae
    - Periscelididae
    - Teratomyzidae
    - Xenasteiidae

  - Superfamilia Ephydroidea
    - Camillidae
    - Curtonotidae
    - Diastatidae
    - Ephydridae
    - Drosophilidae

  - Superfamilia Carnoidea
    - Acartophthalmidae
    - Australimyzidae
    - Braulidae
    - Canacidae
    - Carnidae
    - Chloropidae
    - Cryptochaetidae
    - Inbiomyiidae
    - Milichiidae

  - Superfamilia Lonchaeoidea
    - Lonchaeidae
    - Cryptochetidae

  - Acalyptratae Incertae Sedis
    - Paraleucopidae